# 金将美
金将美（韓語：김장미，1992年9月25日—），韩国女子射击运动员。她曾代表韩国参加2012年和2016年夏季奥林匹克运动会射击比赛，其中2012年夏季奥运会获得一枚金牌。